# Jean-Luc Bérard
Diplômé en droit des affaires et en droit social [réf. nécessaire], Jean-Luc Bérard, né en 1958, est directeur des ressources humaines de Safran fin mai 2010, après avoir été directeur de l'Unédic,. Il devait, notamment, au cours de son mandat, fusionner l'ANPE et l'Unédic.

## Cursus
Jean-Luc Bérard commence sa carrière en 1983 au sein du Groupement des Industries Métallurgiques d’Île-de-France. En 1986, il est responsable des relations sociales du groupe Esys-Montenay. 
Il est nommé DRH de l'Unédic en 1992, pour la quitter en 1997. Il y aura, notamment, mené une modernisation des institutions, et a mis en œuvre le transfert de l'inscription des demandeurs d'emploi de l'Anpe vers l'Unédic.
En 2003, il est nommé « directeur des relations du travail » de Snecma Moteurs et membre de son Comité de direction.
En 2010, il est nommé « directeur des ressources humaines » de Safran